# DB-Baureihe 102
Die Fahrzeuge der DB-Baureihe 102 sind elektrische Lokomotiven von DB Regio für den Hochgeschwindigkeitsverkehr, die dem Typ 109 E des tschechischen Herstellers Škoda Transportation entsprechen. Die sechs Lokomotiven werden für den München-Nürnberg-Express eingesetzt, wo sie seit 2021 zusammen mit neugebauten Doppelstockwendezügen zum Einsatz kommen.

## Geschichte
Nach dem Gewinn der Ausschreibung Ringzug West / NBS bestellte DB Regio Oberbayern bei Škoda für den Einsatz im München-Nürnberg-Express 6 Lokomotiven des Typs Škoda 109 E3 für den Einsatz ab Dezember 2016. Die Lokomotiven bekamen dabei die DB-Baureihenbezeichnung 102. Im Gegensatz zu den Schwesterbaureihen bestellte die DB keine Mehrsystemversion, sondern nur Lokomotiven für die in Deutschland üblichen 15 kV Wechselstrom. Die Lokomotiven sollen mit jeweils sechs Škoda-Doppelstockwagen den schnellen Regionalverkehr mit einer Höchstgeschwindigkeit von 200 km/h auf der Schnellfahrstrecke Nürnberg–Ingolstadt bestreiten. DB Regio Oberbayern forderte hierbei nur eine Zulassung für 189 km/h. An den Wagen ist eine Höchstgeschwindigkeit von 190 km/h angeschrieben.
Der Auftrag für die sechs Zuggarnituren hat einen Wert von 100 Millionen Euro.
Ende April 2016 wurde die erste fertiggestellte Lokomotive 102 001 zum Eisenbahnversuchsring Velim überführt. Škoda begann mit den Testfahrten der ersten beiden Loks für die EBA-Zulassung der Baureihe in Velim im zweiten Quartal 2016.
Die Lokomotive 102 003 wurde vom 20. bis 25. September 2016 zusammen mit weiteren Produkten von Škoda auf der InnoTrans in Berlin präsentiert.
Im Juli 2017 fanden Probefahrten mit den kompletten Zügen auf der Schnellfahrstrecke Mannheim–Stuttgart statt. Anfang November 2018 erhielt die Kombination aus Lokomotive und Wagenzug für den München-Nürnberg-Express die TSI-Zertifizierung für Hochgeschwindigkeitszüge, jedoch noch nicht die abschließende Zulassung, diese erhoffte sich Škoda für „Anfang 2019“.

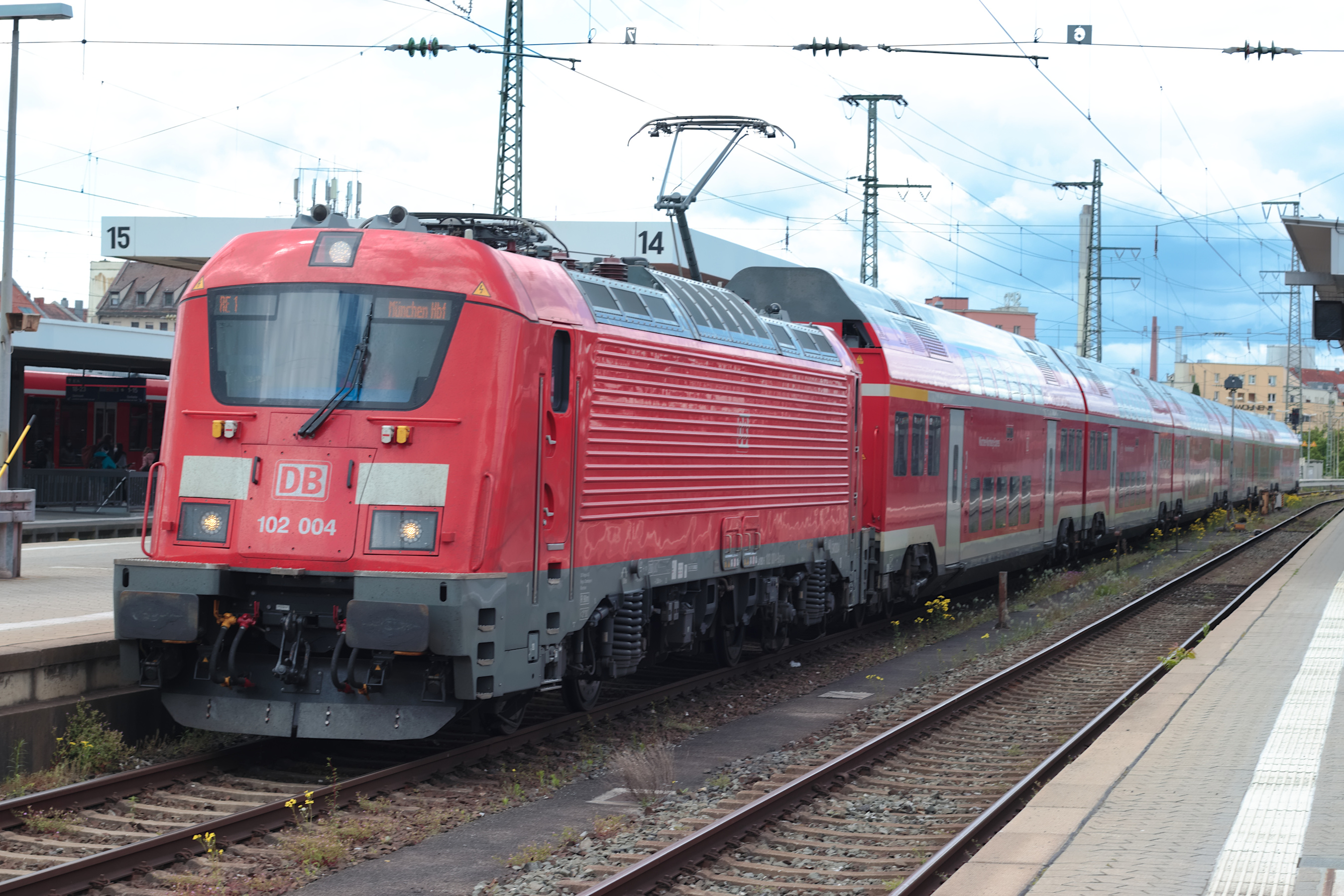
102 004 vor dem München-Nürnberg-Express in Nürnberg Hbf (2021)

Im Mai 2019 wurde über eine weitere Verzögerung bei der Zulassung der Züge berichtet. Im Juni 2019 kündigte die BEG einen Vorlaufbetrieb zwischen München und Ingolstadt bis Dezember 2019 an. Dieser ist jedoch nicht erfolgt. Aufgrund fehlender Zulassung erfolgte der Betrieb auch im Jahresfahrplan 2020 noch mit den bisherigen Fahrzeugen. Im April 2020 wurde bekannt, dass sich der Einsatz der Züge weiter und auf unbestimmte Zeit verzögerte, da die DB Regio eine Abnahme vom Hersteller verweigerte.
Zum Fahrplanwechsel im Dezember 2020 kam die erste Lokomotive zum Einsatz. Im Laufe des Fahrplanjahrs 2021 übernahmen die Züge schrittweise alle Leistungen. Die Züge fallen seitdem immer wieder durch Defekte auf, so dass der Betrieb oft gestört ist. Als Grund werden vor allem technische Mängel seitens des Herstellers genannt.
Am 10. August 2025 brannte 102 006 in Nürnberg Hbf und wurde dabei schwer beschädigt.
Im zukünftigen Verkehrsvertrag des Netzes Isar-Noris-Altmühl ab 2028, zu dem auch die RE-Linie über die Schnellfahrstrecke Nürnberg–Ingolstadt zählt, sind nur Gebrauchtfahrzeuge ab Baujahr 2020 sowie Neufahrzeuge zugelassen. Da die Skodagarnituren Baujahr 2019 sind, beschafft DB-Regio Siemens-Fahrzeuge vom Typ Desiro HC. Die Lokomotiven der Baureihe 102 sowie die Škoda-Wendezug-Garnituren wurden im Jahr 2019 gebaut und erfüllen diese Anforderungen daher nicht.

## Technische Merkmale
In einigen Details (z. B. Führerstände) weichen die Lokomotiven von den ČD 380 ab.